# Из моје собе
Из моје собе је други студијски албум словеначког поп-рок и фанк певача Жана Серчича, издат 2020. године за Ника рекордс. На албуму се налази колаборација са репером Емкејом, а гости на албуму су били и Јан Плестењак и Ева Бото. Снимљени су музички спотови за песме Чудежи, Лана, Зломљена, Снежинки, Нисва кул.

## Списак песама
| №   | Назив               | Трајање |  |
| 1.  | Чудежи              |         |  |
| 2.  | Мидва               |         |  |
| 3.  | Зломљена            |         |  |
| 4.  | Лана                |         |  |
| 5.  | Другаче сијеш       |         |  |
| 6.  | Нисва кул           |         |  |
| 7.  | Живим за тренутек   |         |  |
| 8.  | Рај                 |         |  |
| 9.  | То кар хочем        |         |  |
| 10. | Нобенем нам поведла |         |  |
| 11. | Снежинки            |         |  |